# Dusona orientalis
Dusona orientalis là một loài tò vò trong họ Ichneumonidae.